# 阿倫·甘比
阿倫·甘比（英語：Alan Combe；1974年4月3日—）是一位蘇格蘭足球運動員。在場上的位置是守門員。他現在效力於蘇格蘭足球超級聯賽球隊希伯尼安足球俱乐部。他也曾代表蘇格蘭B隊參加比賽。

## 外部連結
- 足球数据库：阿倫·甘比的球员统计数据